# Maria Laura de Belgique
Maria Laura d’Autriche-Este (née le 26 août 1988 à Woluwe-Saint-Lambert), princesse de Belgique, archiduchesse d'Autriche-Este, archiduchesse d'Autriche, princesse royale de Hongrie et de Bohême, princesse de Modène, est la fille de l'archiduc Lorenz d'Autriche-Este et de la princesse Astrid de Belgique.

## Biographie

### Entourage familial et successible au trône
Maria Laura de Belgique est née aux Cliniques universitaires Saint-Luc à Bruxelles. Elle est le second petit-enfant du roi Albert II de Belgique. Elle est baptisée dans la chapelle du château de Laeken, et a pour parrain l'archiduc Gerhard d'Autriche-Este, son oncle paternel, et pour marraine la comtesse Béatrice von Arco-Zinneberg, sa tante paternelle.
En 1991, le Parlement belge abroge la loi salique dans l'ordre de succession au trône, à partir de la descendance du prince Albert et de la princesse Paola (grands-parents maternels de Maria Laura de Belgique). Maria Laura de Belgique devient ainsi 5e dans l'ordre de succession au trône. L'arrêté royal du 2 décembre 1991 octroie le titre de « prince de Belgique » à tous les descendants en ligne directe du prince Albert de Belgique (depuis roi Albert II). Depuis lors, Maria Laura de Belgique porte le titre de princesse de Belgique avant celui d'archiduchesse d'Autriche.

### Enfance et jeunesse
Jusqu'en 1993, Maria Laura de Belgique vit à Bâle en Suisse alémanique, où son père travaille dans le domaine de la finance.
Durant l'été 1993, la famille princière revient s'installer définitivement en Belgique dans une résidence mise à sa disposition par la Donation royale dans la rue Brederode, à l'arrière du palais royal de Bruxelles.
Le 31 juillet 1993, le roi Baudouin de Belgique meurt à Motril. Lors des funérailles, on aperçoit Maria Laura de Belgique fillette, s'approchant à plusieurs reprises de sa grand-tante la reine Fabiola, lui glissant un petit mot à l'oreille ou l'embrassant tendrement. La fillette est aussi présente lors de la prestation de serment de son grand-père, le roi Albert II, au Parlement fédéral.
Entre le 21 juillet 2013 (date d'accession au trône de son oncle, le roi Philippe de Belgique) et le 17 mai 2016, elle occupe le 7e rang dans l'ordre de succession au trône.
Le 17 mai 2016, à la suite de la naissance de sa nièce, Anna Astrid, la fille d'Amedeo, elle est reléguée au 8e rang dans l'ordre de succession au trône.
Le 6 septembre 2019, la naissance de son neveu, Maximilian, le fils d'Amedeo, la relègue au 9e rang dans l'ordre de succession au trône. Depuis le 2 septembre 2023, avec la naissance de sa nièce, Alix, la fille d’Amedeo, elle est reléguée au 10e rang dans l’ordre de succession au trône.

### Études et carrière
Maria Laura de Belgique a étudié au collège néerlandophone Sint Jan Berchmans de Bruxelles. La princesse Astrid de Belgique protégeant jalousement la vie de ses enfants, on n'aperçoit que très peu la jeune fille durant quelques années. À peine, une apparition lors des mariages de ses oncles les princes Philippe et Laurent de Belgique.
Elle termine ses études secondaires à l'école Saint Johns à Waterloo. Elle est d'ailleurs victime d'un accident de la route, heureusement sans gravité, lorsque le minibus de l'école qui la ramène à Bruxelles avec ses condisciples manque de prendre feu sur l'autoroute.
Maria Laura de Belgique étudie ensuite à Londres, tout comme son frère aîné, le prince Amedeo de Belgique. Elle y suit les cours de l'École des études orientales et africaines (SOAS). Après un séjour en Chine, elle poursuit ses études à Paris, à l'Institut national des langues et civilisations orientales. Depuis 2021, Maria Laura réside et travaille à Londres, où elle occupe un poste d’analyste dans le secteur du changement climatique, après avoir travaillé au sein de la Banque européenne pour la reconstruction et le développement (BERD).

### Mariage et descendance
Le 27 décembre 2021, le Palais royal annonce les fiançailles de la princesse avec William Mark Isvy, né à Paris le 9 mars 1991, banquier d'investissement à Londres et de nationalité  française et britannique, fils de Philippe Isvy, chief investment officer (directeur des placements) d'un fonds d'investissement londonien et de nationalité française et marocaine, et de Lisa Louise Wilson, de nationalité britannique. Les fiancés habitent et travaillent tous les deux à Londres,. Le consentement royal au mariage a été accordé par l'arrêté royal du 31 janvier 2022. Leur mariage a lieu le 10 septembre 2022 à Bruxelles : civilement le matin à l'hôtel de ville, puis religieusement l'après-midi en la cathédrale Saint-Michel-et-Gudule, où, en raison de la mort de la reine Élisabeth II, advenue deux jours auparavant, un moment de prière et de réflexion est prévu,,. Les témoins du mariage civil sont d’une part les sœurs de la princesse Maria Laura, les princesses Luisa Maria et Lætitia Maria, et d’autre part le frère et la sœur de William Isvy, Jordan et Camille Isvy,.
Le couple a un fils, Albert Isvy, né à Bruxelles le 26 janvier 2025.

## Ascendance
Maria Laura de Belgique appartient à la famille royale belge et, par son père, à la maison de Habsbourg. Elle est une descendante de l'empereur Charles Ier d'Autriche, ainsi que du roi des Belges Léopold Ier.

## Littérature et sources
- Paul Janssens & Luc Duerloo, Armorial de la noblesse belge, Bruxelles, 1992, p. 105-111.
- R. Harmignies, « La succession au trône et le titre de prince de Belgique », dans Le Parchemin, 1992, p. 166-177.
- R. Harmignies, « L'identité civile et héraldique des princes de la Maison royale de Belgique », dans Atti del XXIII Congresso internazionale di scienza genealogica e eraldica, Turin, 1998, p. 603-626.
- Almanach de Gotha, Londres, 1998, p. 223-237.
- I. Lindemans, Tableau d'ascendance de la Maison royale de Belgique, Bruxelles, 1998-2003, 4 volumes.
- Oscar Coomans de Brachène, État présent de la noblesse belge, Annuaire de 2003, Première partie A - Bem, Bruxelles, 2003, p. 1-6, La Maison royale de Belgique.
- Nicolas Énache, La descendance de Marie-Thérèse de Habsburg, Paris, Éditions L'intermédiaire des chercheurs et curieux, 1999, 795 p. (ISBN 978-2-908003-04-8). .